# Rt Oljutor
Rt Oljutor (rus. мыс Олюторский) je rt u Beringovom moru, u Korjačkom okrugu u Kamčatskom kraju, Rusija. Nalazi se na južnom kraju Oljutorskog poluotoka, koji se sam nalazi na južnom kraju Oljutorskog grebena. Ime je dobio po etničkoj skupini Aljutori.
Između rta i Anadirskog zaljeva živjeli su Kereci, nekadašnji pomorski lovački narod ruske obale Beringova mora.